# 保育園などでの性的虐待の可能性に対する社会的恐怖
保育園などでの性的虐待の可能性に対する社会的恐怖（ほいくえんなどでのせいてきぎゃくたいのかのうせいにたいするしゃかいてききょうふ）とは、1980年代にアメリカをはじめとする各国で、保育園や幼稚園などの施設の経営者や職員らが子供たちに対し性的虐待を行ったとして親たちに相次ぎ告発された現象である。告発の内容は、職員らが子供たちの性器に触れた、拷問した、性的な行為を強要したなどであり、中にはエーカー託児所事件のように別室へ連れて行かれピエロに襲われたという証言や、マクマーティン保育園裁判のように魔女の出現を証言した子供たちもいた。
アメリカ合衆国に始まりカナダ、ニュージーランドやヨーロッパ諸国で同様の現象が起こり、保護者の間や地域社会ではヒステリックな告発が続き、多くの保育園や託児所が閉鎖された。しかし、実際にはこれは仕事を持つ母親や共働きの家庭などに対する反発、あるいは母親たちが見知らぬ他人に自分の子を預けて行く罪悪感などから起こったものであったといわれ、一種の魔女狩り・モラルパニックと評される事も少なくない。
後に虚偽記憶の問題が浮上し、この問題で逮捕されたり有罪判決を受けた人の多くは釈放された。特に1983年のマクマーティン保育園裁判では親たちが偽記憶を作ったと非難された。この事件で児童の精神鑑定を行い、「抑圧された記憶」を「明らかにした」のは、Children's Institute Internationalというロサンゼルスにある無認可の児童精神福祉施設の組織であったが、この組織にいたスタン・カッツは後にマイケル・ジャクソンの裁判も担当している。

## 事例
- マクマーティン保育園事件 - 1983年発生。1990年無罪判決。
- エーカー託児所事件 - 1984年発生。1986年30〜40年の有罪判決。2004年釈放。
- クリーブランド虐待事件 - 1987年発生。無罪判決。